# Oscar Abrahamsén
Carl Oscar Abrahamsén, född 16 oktober 1813, död 27 maj 1894, var en svensk godsägare och industriman. 
Han ägde i olika omgångar bland annat Tullinge i Södermanland, Djursholm i Uppland och Stora Ekeby i Västmanland. År 1861 förvärvade han även pappersbruket Nyfors i Tyresö socken. Många av hans redovisningshandlingar finns bevarade i Stockholms stadsarkiv.